# خوزه لوئیس د ویلایونگا
خوزه لوئیس د ویلایونگا (اسپانیایی: José Luis de Vilallonga‎; ۲۹ ژانویهٔ ۱۹۲۰ – ۳۰ اوت ۲۰۰۷) نُهمین مارکیِ کاستیبی ای ال بیلار؛ بازیگر، مؤلف و نجیب‌زادهٔ اهل اسپانیا بود. شخصیت عجیب و غریب او که به عنوان «ترکیبی از تکبر اشرافی، اعتماد به نفس و بی‌خیالی» توصیف می‌شود، دشمنی‌های مکرری را با دیگر چهره‌های عمومی برایش به ارمغان آورد. او به عنوان شخصیتی چندوجهی، جذاب، شیک‌پوش و خوش‌گذران شناخته می‌شد. در زمان مرگش در سال ۲۰۰۷، چندین روزنامه از او به عنوان «آخرین شیک‌پوش» یاد کردند.

## گزیدهٔ فیلم‌شناسی
- خون و شن (۱۹۸۹)
- دوشیزه‌ای برای شاهزاده (۱۹۶۶)
- سه چهره یک زن (۱۹۶۵)
- عزیز (۱۹۶۵)
- جولیتای ارواح (۱۹۶۵)
- اسب کهر را بنگر (۱۹۶۴)
- بی‌غیرت ارجمند (۱۹۶۴)
- هر شماره‌ای می‌تواند برنده باشد (۱۹۶۳)
- کلئو از ۵ تا ۷ (۱۹۶۲)
- صبحانه در تیفانی (۱۹۶۱)
- عشاق (۱۹۵۸)